# Аввакумов, Илья Семёнович
Илья Семёнович Аввакумов (2 (15) июля 1900, Юмашево, Цивильский уезд, Казанская губерния, Российская империя — 4 января 1980, Йошкар-Ола, Марийская АССР, СССР) — советский и чувашский архитектор.

## Биография
В 1917—1923 годах работал в Златоусте и Томске, в 1920—1921 годах учился в художественной студии. В 1930 году окончил архитектурный факультет Московского высшего художественно-технического института. В 1930—1934 годах работал в Чебоксарах в Чувашстройконторе и Чувашпроекте. В 1935—1936 годах — главный архитектор Оренбурга, в 1954—1957 годах — главный архитектор Новороссийска.

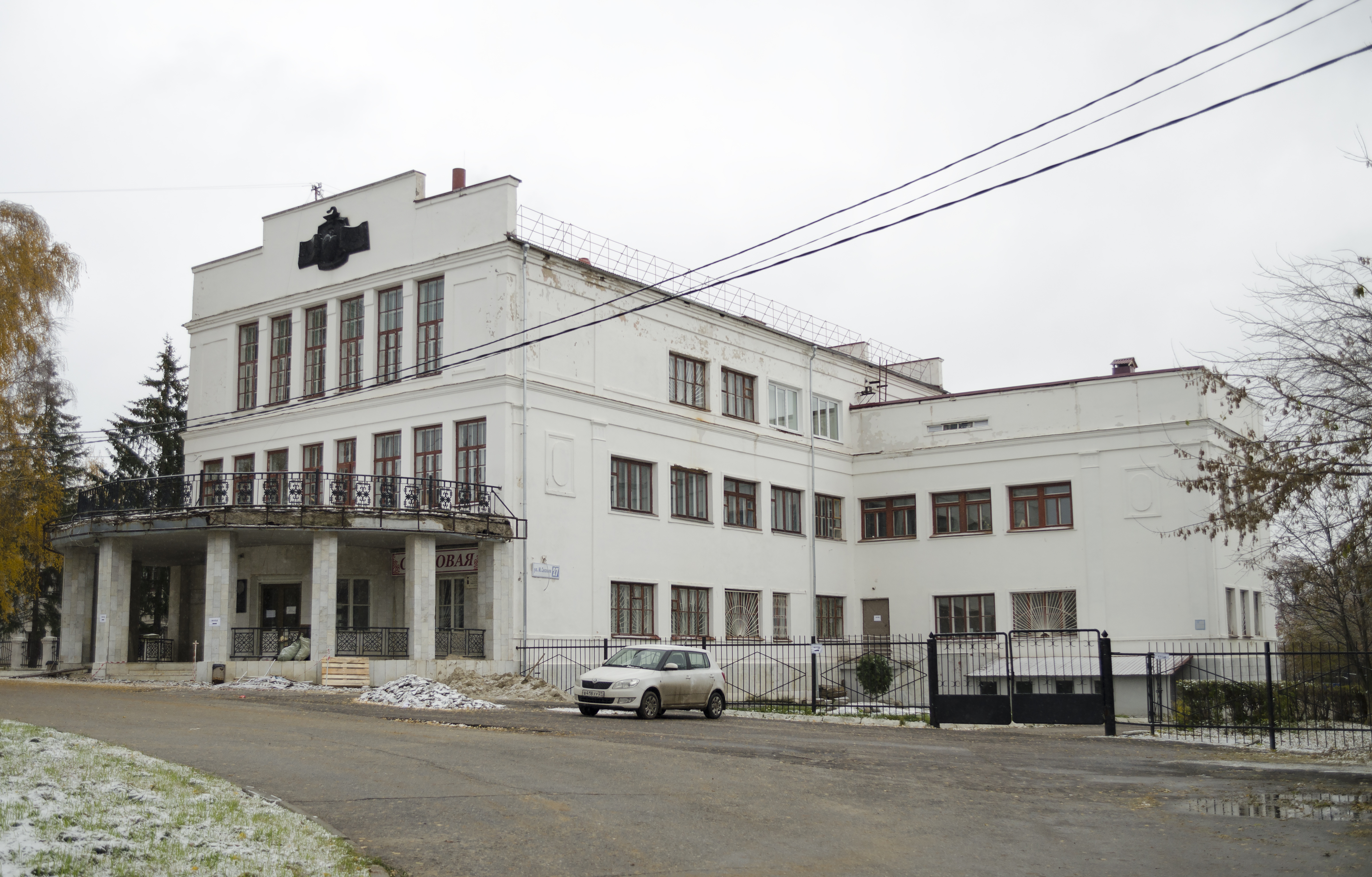
Здание республиканского трахомотозного диспансера в 2014

Автор ряда проектов в Чебоксарах: глазной лечебницы (ныне Институт усовершенствования врачей), педагогического института (ныне производственный корпус ЧЭАЗ), клуба строителей (ныне Дом культуры им. Я. Г. Ухсая) и один из авторов конкурсного проекта Дома Советов в Чебоксарах. Постройки в стиле конструктивизма.